# Meidling (Wien)
Meidling ( [ˈmaɪ̯tlɪŋ] ?) er den 12. af Wiens 23 bydele (bezirke).
48°09′42″N 16°19′18″Ø / 48.161666666667°N 16.321666666667°Ø